# Scream/Childhood
Pour les articles homonymes, voir Scream.
Singles de Michael Jackson
Gone Too Soon
(1993) You Are Not Alone
(1995)
Pistes de HIStory
They Don't Care About Us
(2)
Scream/Childhood est un single de Michael Jackson sorti en 1995. Composé de deux chansons extraites de l'album HIStory (1995), il est le premier single extrait de cet album.
La chanson Scream est un duo énergique entre Michael Jackson et Janet Jackson qui parle de l'envie de crier face à différents problèmes rencontrés. Quant à la chanson Childhood, plus douce, c'est une ballade qui évoque l'enfance de Michael Jackson. Il dira d'ailleurs que cette chanson est la plus personnelle de son répertoire. Childhood est aussi la bande originale du film Sauvez Willy 2 (1995).
Ce double single entre directement en 5e position du Billboard Hot 100 (sa meilleure place), soit le meilleur démarrage pour un single à l'époque, battant un record vieux de 25 ans détenu par les Beatles avec leur single Let It Be (entré en 6e position en 1970). Il restera dans les charts américains pendant 17 semaines, et au 31 juillet 1995, il est certifié disque de platine. Le single atteint le Top 5 de nombreux autres classements à l'international dont la 1re place en Nouvelle-Zélande et Italie.
En 1997, Scream a été remixée dans l'album Blood on the Dance Floor: HIStory in the Mix de Michael Jackson, et ré-intitulée pour l'occasion Scream Louder.

## Clips

### Scream
Réalisé par Mark Romanek, le clip de Scream est, avec un budget de 7 millions de dollars, le plus coûteux de l'histoire de la musique. Ce coût s'explique par les nombreux effets spéciaux utilisés et par les droits déboursés pour montrer de véritables œuvres d'art apparaissant sous la forme futuriste d'objets 3D disponibles à la demande via une télécommande.
Tourné en noir et blanc, il montre Michael Jackson et sa sœur chantant et dansant dans un décor futuriste. Les deux chanteurs sont comme exilés dans un vaisseau spatial, hurlant leur folie naissante à la suite de cet exil ainsi que leur colère et désillusion face à ce qu'ils ont vécu sur Terre (l'exil étant certainement voulu par eux-mêmes pour cause de leur dégoût de l'humanité et de ses injustices, qu'ils déplorent dans les paroles du titre).
Les chorégraphies sont l’œuvre de Travis Payne, LaVelle Smith Jnr, Tina Landon et Sean Cheesman. La décoration est de Tom Foden.

### Childhood
Le clip de Childhood s'inspire de l'histoire de Peter Pan, un jeune garçon qui refuse de grandir. C'est un personnage auquel Michael Jackson s'identifiait régulièrement (en cherchant à certains moments de sa vie d'adulte à rattraper l'enfance qu'il n'avait jamais eue). Il montre Michael Jackson isolé dans une forêt et levant les yeux sur des bateaux de pirates remplis d'enfants, flottant au-dessus de lui dans le ciel.

## Liste des pistes
Single[réf. nécessaire]
1. Scream (Single Edit) – 4:02
2. Scream (Def Radio Mix) – 3:20
3. Scream (Naughty Radio Edit With Rap) – 4:29
4. Scream (Dave "Jam" Hall's Urban Remix Edit) – 4:37
5. Childhood (Thème de Sauvez Willy 2) – 4:27

Single CD - États-Unis
1. Scream – 4:37
2. Childhood (Thème de Sauvez Willy 2) – 4:27

12" Single - États-Unis
1. Scream (Classic Club Mix) – 9:00
2. Scream (Pressurized Dub Pt. 1) – 10:06
3. Scream (Naughty Main Mix) – 5:42
4. Scream (Dave "Jam" Extended Urban Remix) – 5:09
5. Scream (Single Edit #2) – 4:04
6. Childhood (Thème de Sauvez Willy 2) – 4:27
7. Scream (The LFO Remix) - 5:21

### SingleScream/Childhood
Audios (CD)
1. Scream (Single Edit) - 4:02
2. Childhood (Thème de Sauvez Willy 2) – 4:28

Vidéoclips (DVD)
1. Scream (Official Video) - 4:48
2. Childhood (Thème de Sauvez Willy 2) (Official Video) – 4:30

## Classements
| Charts (1995)                              | Meilleure position |
| ------------------------------------------ | ------------------ |
| Australian Singles Chart                   | 2                  |
| Austrian Singles Chart                     | 9                  |
| Belgian Ultratop 50 Charts (Flanders)      | 5                  |
| Belgian Ultratop 40 Charts (Wallonia)      | 3                  |
| Dutch Singles Chart                        | 4                  |
| France SNEP Singles Chart                  | 4                  |
| Italian FIMI Singles Chart                 | 1                  |
| New Zealand RIANZ Singles Chart            | 1                  |
| Norwegian Singles Chart                    | 2                  |
| Swedish Singles Chart                      | 8                  |
| Swiss Singles Chart                        | 3                  |
| UK Singles Chart                           | 3                  |
| UK Singles Chart ("Scream" official remix) | 43                 |
| U.S. Billboard Hot 100                     | 5                  |
| U.S. Billboard Hot R&B Singles             | 2                  |
| U.S. Billboard Hot Dance Club Play         | 1                  |
| Charts (2009)                              | Meilleure position |
| UK Singles Chart                           | 70                 |

## Crédits
Scream :
- Michael Jackson et Janet Jackson – chants, voix de fond.
- Jimmy Jam, Terry Harris et Michael Jackson : percussions.
- Jimmy Jam, Terry Harris, Janet Jackson et Michael Jackson – arrangements.
- Jimmy Jam, Terry Harris – claviers.
- Bruce Swedien – mixage et enregistrement.

Childhood :
- Michael Jackson, David Foster : percussions.
- New York City's Children's Choir : chœur d'enfants
- David Foster, Michael Boddicker et Brad Buxer : claviers et synthétiseurs
- Michael Boddicker et Brad Buxer : programmation des synthétiseurs
- David Foster : piano
- Michael Jackson, David Foster : arrangements
- Bruce Swedien : mixage et arrangements

## Sur scène
- Scream a été interprétée comme chanson d'ouverture lors du HIStory World Tour (1996-1997).

## Au cinéma
Sauf indication contraire, les informations mentionnées dans cette section peuvent être confirmées par le générique de fin de l'œuvre audiovisuelle présentée ici, ainsi que par la base de données cinématographiques IMDb,  présente dans la section « Liens externes ».
- 2014 : Mommy de Xavier Dolan (bande originale)